# Schweizer Badmintonmeisterschaft 1975
Die Schweizer Badmintonmeisterschaft 1975 fand vom 1. bis zum 2. Februar 1975 statt.

## Medaillengewinner
| Disziplin    | Gold                             | Silber                           | Bronze                       |
| ------------ | -------------------------------- | -------------------------------- | ---------------------------- |
| Herreneinzel | Edy Andrey                       | Claude Bovard                    | Anton Sauter                 |
| Herreneinzel | Edy Andrey                       | Claude Bovard                    | Roland Heiniger              |
| Dameneinzel  | Liselotte Blumer                 | Claudia von Büren                | Mireille Drapel              |
| Dameneinzel  | Liselotte Blumer                 | Claudia von Büren                | Hedwig Hurst                 |
| Herrendoppel | Edy Andrey Hubert Riedo          | Claude Heiniger Roland Heiniger  | Claude Bovard Martial Tardy  |
| Herrendoppel | Edy Andrey Hubert Riedo          | Claude Heiniger Roland Heiniger  | Georges Fischer Fritz Wasner |
| Damendoppel  | Liselotte Blumer Mireille Drapel | Claudia von Büren Annette Schoch | Josée Carrel Brigitte Geser  |
| Damendoppel  | Liselotte Blumer Mireille Drapel | Claudia von Büren Annette Schoch | Susy Häpke Helen Pummer      |
| Mixed        | Edy Andrey Liselotte Blumer      | Hubert Riedo Brigitte Geser      | Kurt Schoch Mireille Drapel  |
| Mixed        | Edy Andrey Liselotte Blumer      | Hubert Riedo Brigitte Geser      | Rolf Müller Helen Pummer     |